# Leptolucania
Leptolucania es un género de peces de la familia de los fundúlidos en el orden de los ciprinodontiformes.

## Especies
- Leptolucania ommata (Jordan, 1884)[2][3]